# Das große Hörmes bei Dieburg
Das große Hörmes bei Dieburg ist ein Naturschutzgebiet in der Gemarkung Dieburg im Landkreis Darmstadt-Dieburg, Süd-Hessen. Das Feuchtgebiet wurde mit Verordnung vom 4. Februar 1985 unter Naturschutz gestellt.

## Lage
„Das große Hörmes“ liegt im Naturraum Untermainebene – Gersprenzniederung nordwestlich von Dieburg, nördlich der Landesstraße 3094 nach Messel. Das Schutzgebiet hat eine Größe von 13,63 Hektar. Es erstreckt sich in West-Ost-Richtung über etwa 860 Meter, in Nord-Süd-Richtung über maximal 378 Meter. Der Hörmesgraben, ein Seitenbach der Gersprenz, bildet die Nordgrenze.

## Beschreibung
Das Gebiet umfasst ausgedehnte Röhricht- und Seggenbestände, Feuchtwiesen, Streuwiesen und als Mähwiesen genutzte Bereiche.
Diese bilden einen Lebensraum für zahlreiche gefährdete Pflanzen- und Tierarten und sollen durch die Unterschutzstellung erhalten werden. Als Pflanzenarten der Roten Liste wachsen hier Wollgras, Breitblättriges Knabenkraut, Prachtnelke und Bach-Nelkenwurz. Als Brutvögel im Schutzgebiet werden unter anderem Bekassine, Grauammer, Braunkehlchen, Wiesenpieper und Schafstelze genannt.
- siehe auch Liste der Naturschutzgebiete im Landkreis Darmstadt-Dieburg

## Referenzen
- Umweltatlas Hessen. HLUG, Wiesbaden 2001/04 (CD-ROM)